# جيمس كينيدي (سياسي أمريكي)
جيمس كينيدي (بالإنجليزية: James Kennedy)‏ هو سياسي أمريكي، ولد في 17 أغسطس 1945 بتشيلسي في الولايات المتحدة. حزبياً، نشط في الحزب الديمقراطي. وقد انتخب عضو مجلس نواب نيوهامبشير (2006 – 2008).